# Atherinopsidae
Famille
Les Atherinopsidae sont une famille de poissons de l'ordre des Atheriniformes.

## Description et caractéristiques
En anglais, on leur donne le nom de Silversides. La famille comprend un peu plus d'une centaine espèces. Ces poissons se rencontrent dans les eaux tropicales et tempérées du nouveau monde, tant en eau douce qu'en eau salée.
L'espèce la plus grande, Odontesthes bonariensis, mesure jusqu'à plus de 70 cm de long, avec un poids de 10 kg. La plus petite, Menidia colei, ne mesure que 4,2 cm de long et ne pèse que quelques grammes.

## Liste des genres
| Selon World Register of Marine Species (29 juillet 2016) : Selon World Register of Marine Species (11 janvier 2021) : - genre Atherinella Steindachner, 1875 - genre Chirostoma Swainson, 1839 - genre Labidesthes Cope, 1870 - genre Melanorhinus Metzelaar, 1919 - genre Membras Bonaparte, 1836 - genre Menidia Bonaparte, 1836 - genre Odontesthes Evermann & Kendall, 1906 - genre Poblana de Buen, 1945 | Selon FishBase (29 juillet 2016) : - genre Atherinella - genre Atherinops - genre Atherinopsis - genre Basilichthys - genre Chirostoma - genre Colpichthys - genre Labidesthes - genre Leuresthes - genre Melanorhinus - genre Membras - genre Menidia - genre Odontesthes - genre Poblana |

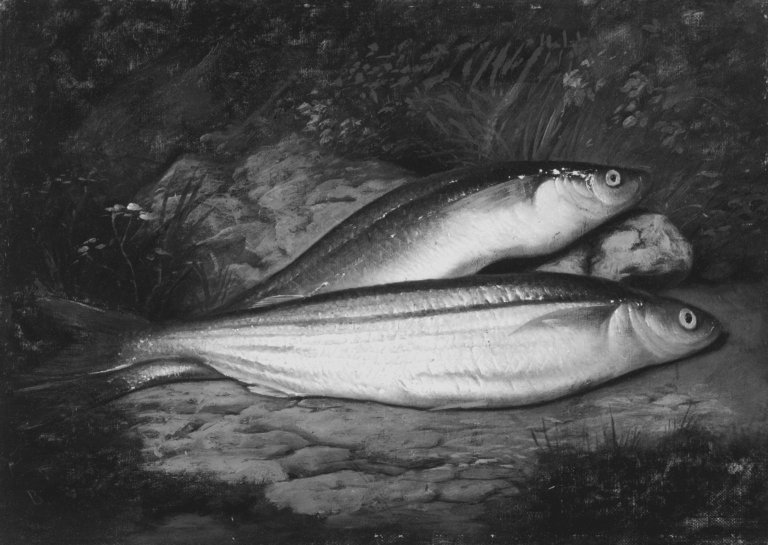
Atherinopsis californiensis.
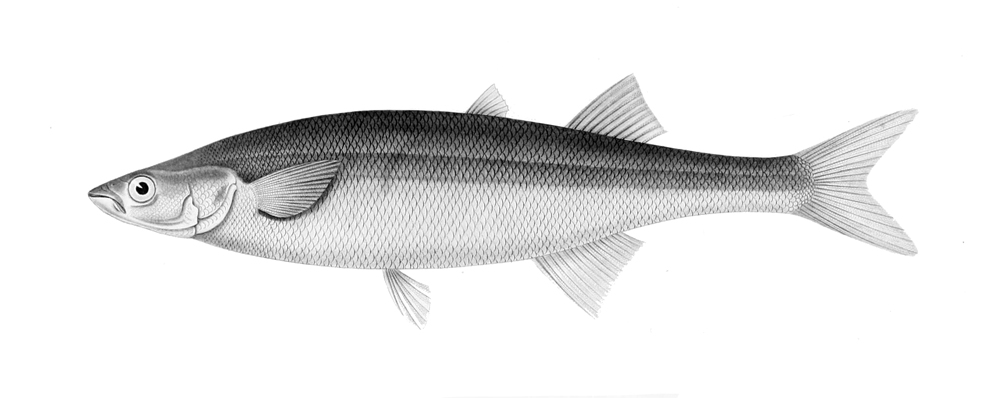
Basilichthys microlepidotus.
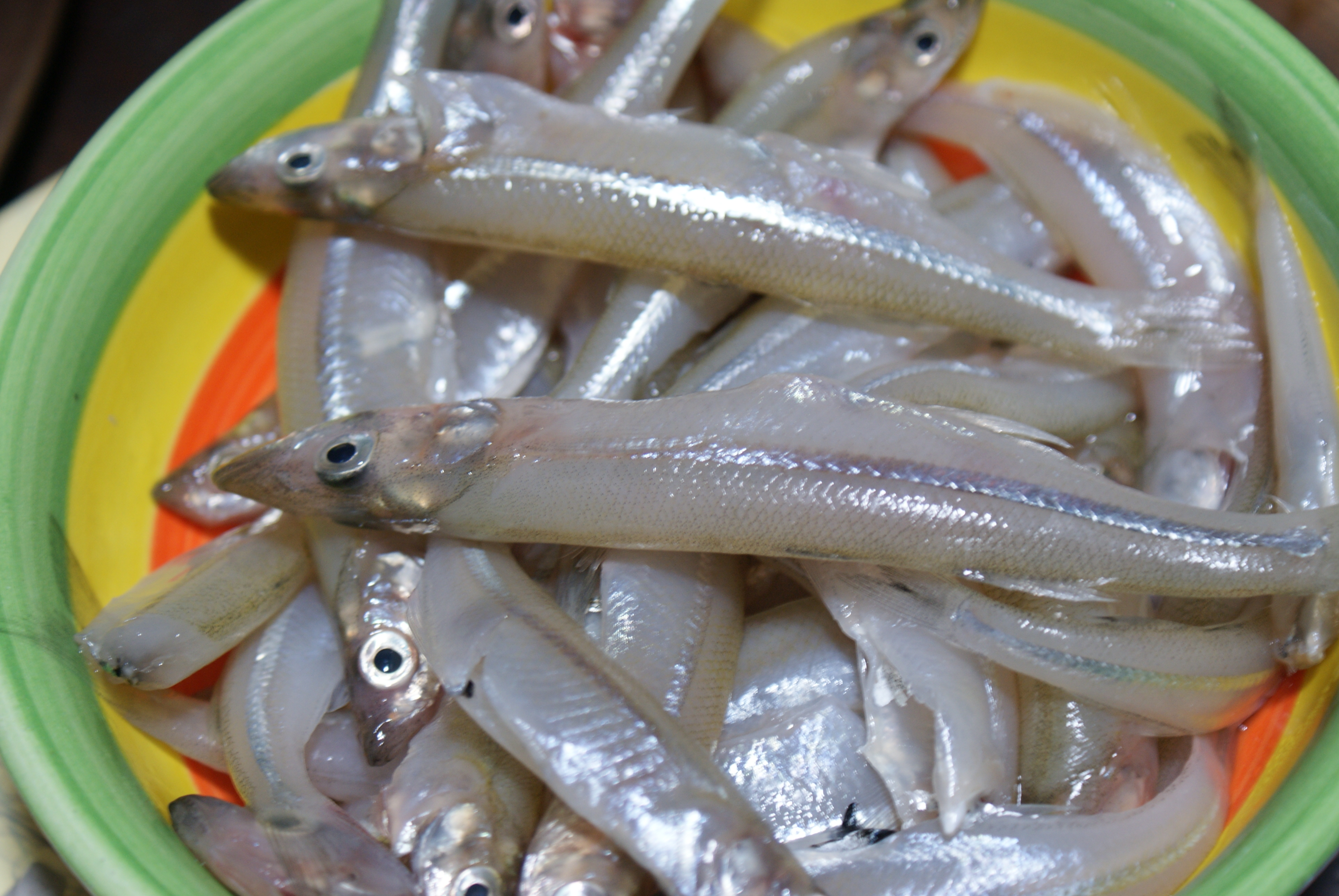
Chirostoma sp.
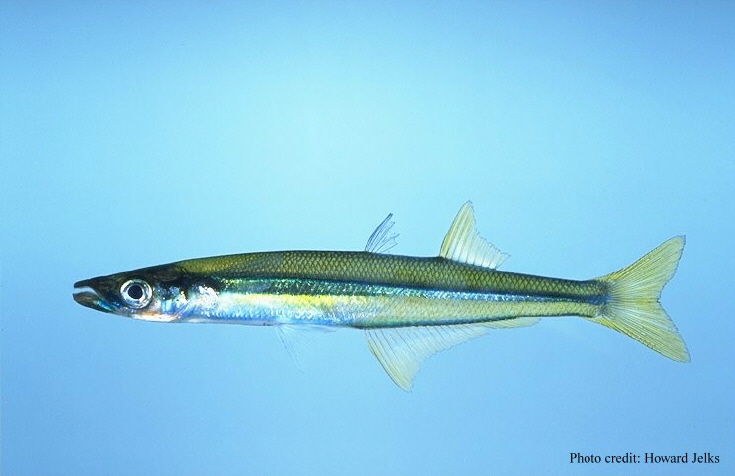
Labidesthes sicculus.
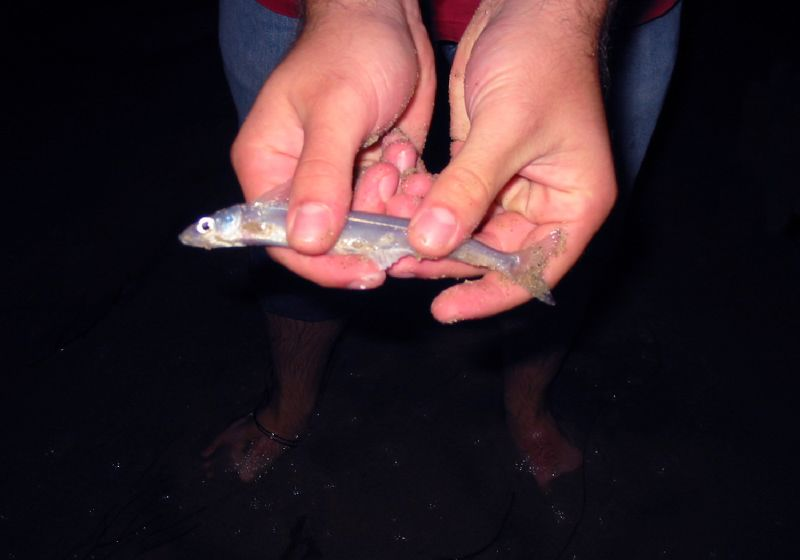
Leuresthes tenuis.
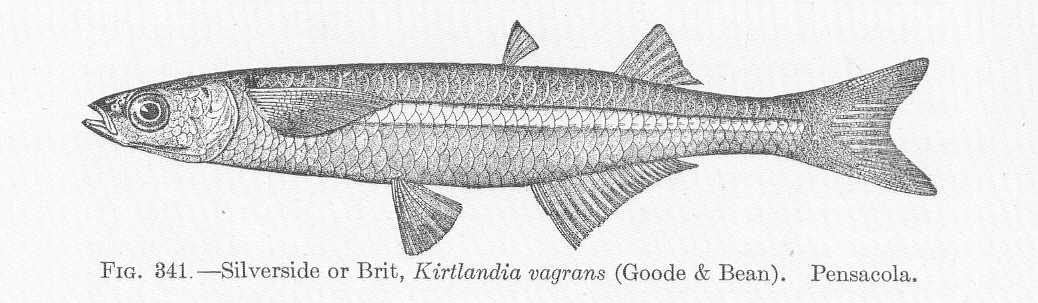
Membras vagrans.
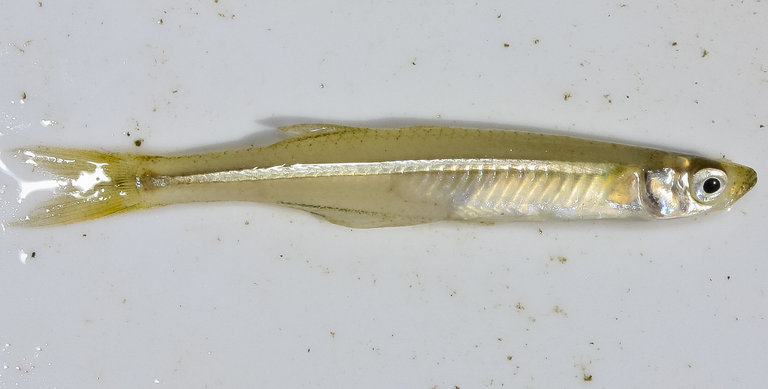
Menidia beryllina.
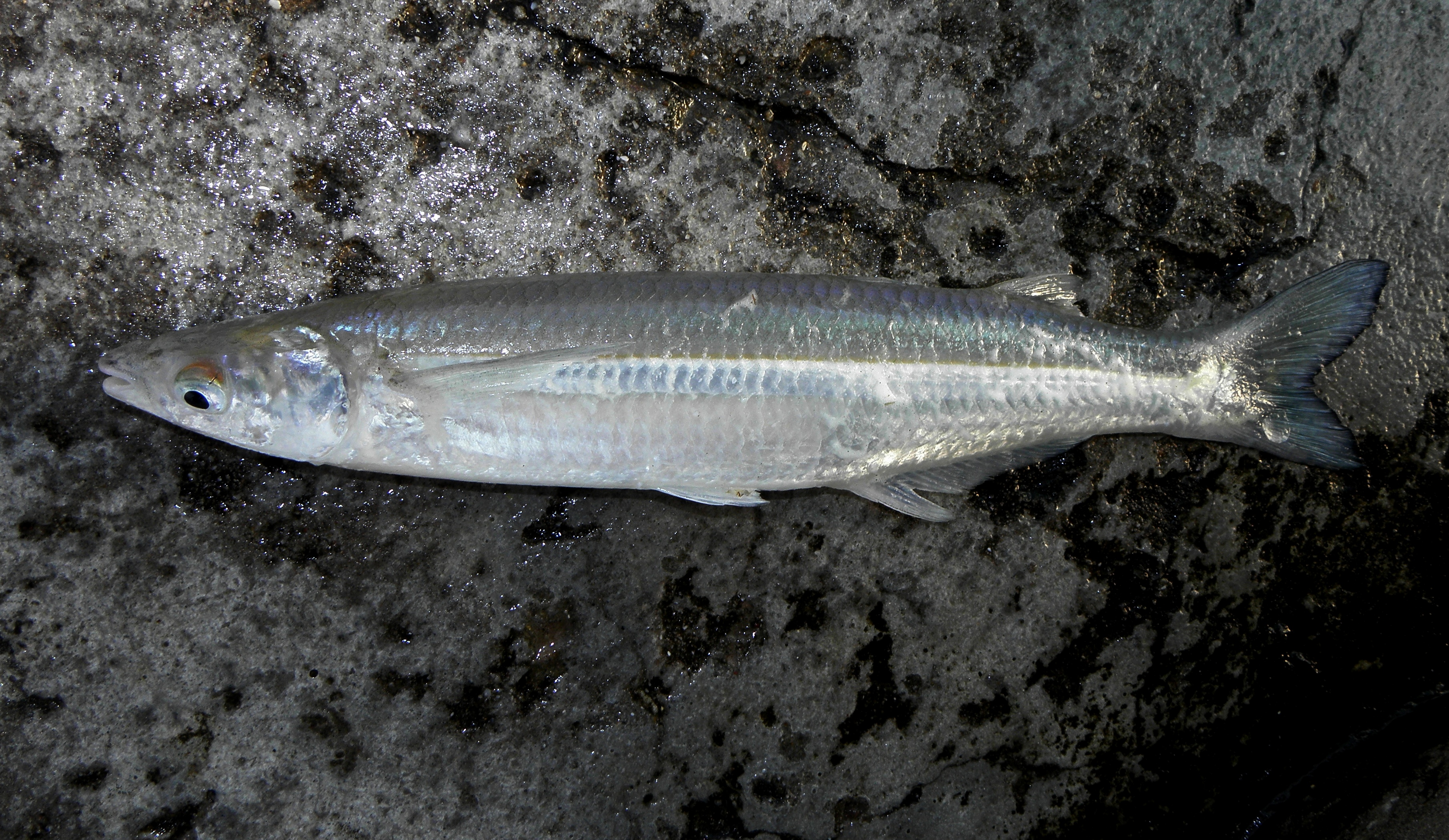
Odontesthes argentinensis.